# Conde de Carvalhido

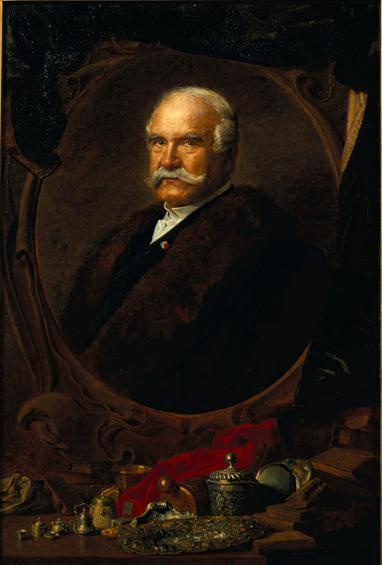
O 1.º Conde de Carvalhido (1891)

Conde de Carvalhido é um título nobiliárquico criado por D. Luís I de Portugal, por Decreto de 1 de Junho de 1884, em favor de Luís Augusto Ferreira de Almeida, antes 1.º Visconde de Carvalhido.
Titulares
1. Luís Augusto Ferreira de Almeida, 1.º Visconde e 1.º Conde de Carvalhido;
2. Emílio Leichtinger de Almeida, 2.º Visconde e 2.º Conde de Carvalhido.